# Hakushaku to Yousei
Hakushaku to Yousei (яп. 伯爵と妖精, Хакусяку то йо:сей) — закінчений цикл ранобе, написаних Мідзуе Тані і видана «Shueisha» в Японії. Розповідь публікувалась частинами в журналі «Cobalt», ілюстрована Асако Такабосі.
Shueisha випустила два компакт-диска Drama CD. 2008 року почалася публікація манґи в журналі «Margaret».
Аніме транслювалося з вересня по грудень 2008 року. А вже 30 квітня 2009 року вийшов візуальний роман для PlayStation 2.

## Сюжет
Історія відбувається у вікторіанській Англії. Головна героїня — 20-річна Лідія Карлтон, яку всі називають «фея-доктор» через її інтерес до фей. Її життя швидко змінюється, коли вона зустрічає Едгара Джей Сі Ешенберта, «легендарного графа Блу Найт» і його супутників у морській подорожі до Лондона. Едгар наймає її як радник для пошуків легендарного меча, що належав його родині в давнину.

## Персонажі

### Лідія Карлтон
Сейю: Нана Мізукі
Лідія Карлтон (яп. リディア·カールトン, Ridia Kāruton) — дочка професора Карлтон, 20-річна фейрі-лікар. Вона має рідкісну здатність бачити фей та розуміти їх мову. Цю здатність вона успадкувала від своєї матері. У Лідії зелені очі — це риса тих хто має дар бачити фей. (її очі зелено-золоті). Також вона має карамельне волосся, яке всі називають, крім Едгара, «іржавим волоссям». Вона завжди допомагає іншим. Лідію найняв Едгар як свого консультанта з питань пов'язаних з фейрі, щоб знайти і відновити легендарний меч Мерроу. Її мрія стати повноправною фейрі-лікарем. Пізніше вона дізнається, що її мати Аврора була наполовину феєю. Коли вона була ще дитиною, їй дав любовний лист хлопчик по імені Келпі. Згодом вона закохується в Едгара та показує менше недовіри до нього.
Лідія погодилася стати нареченою Едгара заради порятунку від фейрі. Цей статус вона категорично заперечує, попри відкриті залицяння Едгара. Вона отримала цей статус, коли прийняла кільце місячного каменю (який раніше належав Ґвендолен, графині минулого графа Блу Найт), це значило що вона прийняла його пропозицію.

### Едгар Джей Сі Ешенберт
Сейю: Хікару Мідорікава
Едгар Джей Сі Ешенберт (яп. エドガー· J · C ·アシェンバート, Edoga JC Ashenbāto) — 22-річний граф, зі світлим волоссям та пронизливими попелясто-ліловими очима, а також грайливим характером. В дитинстві його батьки були вбиті, а сам він вважався мертвим. Але в дійсності його відправили до Америки у вигляді білого раба. Через деякий час його оголосили серійним вбивцею і він був змушений тікати з Америки. Позбавлений чесного імені, Едгар вирушає в подорож, щоб знайти знаменитий меч Мерроу. Отримавши меч, Едгар сподівається заявити себе як «граф Блу Найт». Для пошуків меча, Едгар захоплює Лідію Карлтон, вважаючи що вона ключ для знаходження легендарного меча. Але через деякий час він закохується в Лідію. Він відкрито показує свою любов до неї і Лідія часто почувається ніяково.
Едгар був спадкоємцем герцогства Сільвенфорд (найвищого рангу у вікторіанській Англії) перед тим як його сім'ю вбили. Потім він був захоплений організацією на чолі з таємничою фігурою, відомою як Принц. Там він навчався всім навичкам, якими володів граф. Пізніше, йому вдалося втекти з організації, разом з Армін та Рейвеном.
Показано, що з плином часу, він все сильніше закохується в Лідію; на початку свого партнерства, він сприймає Лідію як пішака (він використовує її як приманку без її згоди, щоб заманити ворога). У той час, Лідія розмірковує, що вона перебуває у вкрай двозначному становищі, в тому, що Едгар розглядає її як пішака, але також розуміє що він зобов'язав себе захищати її.
Він власник, і це було відзначено Лідією. Це почуття власності поширюється на неї також. Едгар став заздрити багатьом чоловікам, які зацікавлені в Лідії, або до кого Лідія доброзичлива. Заради Лідії і своїх слуг він готовий пожертвувати собою. Як він говорить, тому він і залишився дворянином.

### Рейвен
Сейю: Томогадзу Сугита
Рейвен (яп. レイヴン, Reivun) — 18-річний юнак, за характером тихий та спокійний, брат Армін та особистий слуга Едгара. Він має виняткові бойові навички. Рейвен народився з духом, тому його використовували для вбивств. У нього, як і у Лідії, зелені очі.
В молодості Армін та Рейвен були в рабстві Принца. Через його неконтрольовану силу він був замкнений, поки не зустрівся з Едгаром. Саме тоді він отримав назву «Raven», який Едгар дав йому, щоб показати, що він повинен був стати господарем духа.
Його відданість Едгару практично абсолютна. Едгар вважає Рейвена одним з небагатьох, хто буде підтримувати його щоб не сталося. Він буде намагатися виконати всі завдання Едгара. Його стосунки із зведеною сестрою Армін виходять далі за його виховання. Він ставить Едгара набагато вище Армін.

### Армін
Сейю: Саяка Охара
Армін (яп. アーミン, Āmin) — зведена сестра Рейвена та дорогий друг Едгара. Вона красива дівчина, яка має прекрасні бойові навички, з коротким чорним волоссям, білосніжною шкірою і жіночної сарівності, що «не може бути затьмарена чоловічим костюмом», котрий вона носить. Для неї Едгар зробить все щоб вона була щасливою.
Вона була закохана в Едгара і Принц скористався цим. Пізніше вона визнає її зраду до Едгара і кінчає життя самогубством, стрибнувши в море.
Пізніше, вона була відроджена селкі по команді Улісса, і стає фейрі-селкі. У неї ще залишилися спогади та почуття, тому вона допомогла Едгару та Лідії.

### Поль Ферман
Сейю: Хіросі Каміа
Поль Ферман (яп. ポール·ファーマン, Poru Fāman) — двадцятирічний юнак, який намагається стати великим художником. Його запросив на бал Едгар, де він зустрівся з Лідією. Феї — це його музи. Він завжди любив їх, але ніколи не бачив, тому не знає реальні вони чи ні. 
Його батька убив Принц, і з тих часів він вступив в організацію Червоний Місяць, яка виступає проти Принца. Ще в дитинстві Поль прагнув стати поетом, але Едгар переконав його що краще займатися живописом.

### Ніко
Сейю: Хіро Юкі
Ніко (яп. ニコ, Niko) фейрі, яка приймає форму кішки. Він супроводжує Лідію на її шляху з Едгаром. Він здатний ставати невидимим, і може читати і писати людською мовою. Раніше Ніко був супутником матері Лідії.
Він любить лікер і чай, а також любить коли з ним розмовляють як з джентльменом, а не як з котом. Він допомагає Лідії як порадник.

### Келпі
Сейю: Такехіто Коясу
Келпі  (яп. ケルピー, Kerupī) — фейрі, його справжня форма чорний кінь, людська — чорноволосий юнак. Він здатний очищати воду і лікувати від отрути. Вперше він зустрів Лідію в Шотландії. Він закоханий в Лідію і хоче забрати її до себе у світ фей. Він рятує Лідію (і випадково, Едгар і Ніко) кілька разів (навіть, в одному з випадків отримав травму). Він відновлюється, коли знаходиться у воді. Коли Лідія вибрала Едгара, Келпі продовжував про неї піклуватися. Він сказав їй, що він буде чекати її до тих пір поки її ніщо не буде тримати в людському світі.

### Професор Карлтон
Сейю: Тору Окава
Професор Карлтон (яп. カールトン教授, Kāruton-kyōju) — батько Лідії. Він працює професором в Лондонському університеті. Спеціалізується на дорогоцінних каменях і мінералах.

### Аврора
Аврора (яп. アウローラ, Aurōra) — мати Лідії. Померла до початку серії. Лідія натхнення нею і тому хоче стати хорошою феєю-лікарем, як і мати.

### Улісс
Сейю: Мамору Міяно
Улісс (яп. ユリシス, Yurishisu) — загадковий блондин, який має силу побачити і спілкуватися з феями, так само, як і Лідія.

## Медіа

### Ранобе
Станом на грудень 2013 року вийшло 33 томи.
| Том | Назва                                           | Дата публікації   | ISBN                   |
| --- | ----------------------------------------------- | ----------------- | ---------------------- |
| 1   | (яп. 伯爵と妖精 あいつは優雅な大悪党)           | 3 березня 2004    | ISBN 978-4-08-600393-3 |
| 2   | (яп. 伯爵と妖精 あまい罠には気をつけて)         | 1 вересня 2004    | ISBN 978-4-08-600474-9 |
| 3   | (яп. 伯爵と妖精 プロポーズはお手やわらかに)     | 3 березня 2005    | ISBN 978-4-08-600559-3 |
| 4   | (яп. 伯爵と妖精 恋人は幽霊)                     | 1 червня 2005     | ISBN 978-4-08-600599-9 |
| 5   | (яп. 伯爵と妖精 呪いのダイヤに愛をこめて)       | 1 вересня 2005    | ISBN 978-4-08-600640-8 |
| 6   | (яп. 伯爵と妖精 取り換えられたプリンセス)       | 1 листопада 2005  | ISBN 978-4-08-600664-4 |
| 7   | (яп. 伯爵と妖精 涙の秘密をおしえて)             | 31 березня 2006   | ISBN 978-4-08-600747-4 |
| 8   | (яп. 伯爵と妖精 駆け落ちは月夜を待って)         | 30 червня 2006    | ISBN 978-4-08-600788-7 |
| 9   | (яп. 伯爵と妖精 女神に捧ぐ鎮魂歌)               | 3 жовтня 2006     | ISBN 978-4-08-600826-6 |
| 10  | (яп. 伯爵と妖精 ロンドン橋に星は灯る)           | 1 березня 2007    | ISBN 978-4-08-600883-9 |
| 11  | (яп. 伯爵と妖精 花嫁修業は薔薇迷宮で)           | 1 червня 2007     | ISBN 978-4-08-601022-1 |
| 12  | (яп. 伯爵と妖精 紳士の射止めかた教えます)       | 2 жовтня 2007     | ISBN 978-4-08-601076-4 |
| 13  | (яп. 伯爵と妖精 紅の騎士に願うならば)           | 26 грудня 2007    | ISBN 978-4-08-601111-2 |
| 14  | (яп. 伯爵と妖精 誰がために聖地は夢みる)         | 1 березня 2008    | ISBN 978-4-08-601133-4 |
| 15  | (яп. 伯爵と妖精 運命の赤い糸を信じますか?)      | 1 серпня 2008     | ISBN 978-4-08-601193-8 |
| 16  | (яп. 伯爵と妖精 誓いのキスを夜明けまでに)       | 31 жовтня 2008    | ISBN 978-4-08-601224-9 |
| 17  | (яп. 伯爵と妖精 紳士淑女のための愛好者読本)     | 28 листопада 2008 | ISBN 978-4-08-601235-5 |
| 18  | (яп. 伯爵と妖精 すてきな結婚式のための魔法)     | 30 січня 2009     | ISBN 978-4-08-601254-6 |
| 19  | (яп. 伯爵と妖精 魔都に誘われた新婚旅行)         | 28 березня 2009   | ISBN 978-4-08-601284-3 |
| 20  | (яп. 伯爵と妖精 月なき夜は鏡の国でつかまえて)   | 31 серпня 2009    | ISBN 978-4-08-601315-4 |
| 21  | (яп. 伯爵と妖精 白い翼を継ぐ絆)                 | 30 жовтня 2009    | ISBN 978-4-08-601345-1 |
| 22  | (яп. 伯爵と妖精 愛しき人へ十二夜の祈りを)       | 27 квітня 2010    | ISBN 978-4-08-601402-1 |
| 23  | (яп. 伯爵と妖精 永久の想いを旋律にのせて)       | 30 липня 2010     | ISBN 978-4-08-601432-8 |
| 24  | (яп. 伯爵と妖精 愛の輝石を忘れないで)           | 1 грудня 2010     | ISBN 978-4-08-601471-7 |
| 25  | (яп. 伯爵と妖精 あなたへ導く海の鎖)             | 1 березня 2011    | ISBN 978-4-08-601500-4 |
| 26  | (яп. 伯爵と妖精―情熱の花は秘せない)             | 10 червня 2011    | ISBN 978-4-08-601528-8 |
| 27  | (яп. 伯爵と妖精―真実の樹下で約束を)             | 10 жовтня 2011    | ISBN 978-4-08-601565-3 |
| 28  | (яп. 伯爵と妖精―恋よりもおだやかに見つめて)     | 10 січня 2012     | ISBN 978-4-08-601594-3 |
| 29  | (яп. 伯爵と妖精―オーロラの護りを胸に)           | 10 квітня 2012    | ISBN 978-4-08-601622-3 |
| 30  | (яп. 伯爵と妖精―祝福の子か夜の使者か)           | 10 вересня 2012   | ISBN 978-4-08-601662-9 |
| 31  | (яп. 伯爵と妖精―祈りよアルビオンの高みに届け)   | 10 січня 2013     | ISBN 978-4-08-601691-9 |
| 32  | (яп. 伯爵と妖精―白い丘に赤い月満ちて)           | 30 березня 2013   | ISBN 978-4-08-601713-8 |
| 33  | (яп. 伯爵と妖精―新たなるシルヴァンフォードにて) | 27 грудня 2013    | ISBN 978-4-08-601776-3 |

### Манґа
| №  | Дата виходу (Японія) | ISBN (Японія)          |
| -- | -------------------- | ---------------------- |
| 01 | 25 листопада 2008    | ISBN 978-4-08-846359-9 |
| 02 | 25 травня 2009       | ISBN 978-4-08-846410-7 |
| 03 | 25 січня 2010        | ISBN 978-4-08-846491-6 |
| 04 | 23 липня 2010        | ISBN 978-4-08-846553-1 |

### CD-диски
| Volume | Title                                       | Publication Date | ISBN                   |
| ------ | ------------------------------------------- | ---------------- | ---------------------- |
| 1      | (яп. 伯爵と妖精 プロポーズはお手やわらかに) | 29 червня 2007   | ISBN 978-4-08-901154-6 |
| 2      | (яп. 伯爵と妖精 紳士の射止めかた教えます)   | 9 травня 2008    | ISBN 978-4-08-901164-5 |

### Аніме
Аніме вийшло у вересні 2008 року.
| #  | Episode title                                                                                       | Original air date |
| -- | --------------------------------------------------------------------------------------------------- | ----------------- |
| 01 | Елегантний негідник «Aitsu wa Yūga na Daiakutō» (あいつは優雅な大悪党)                              | 29 вересня 2008   |
| 02 | Моя Фея «Boku no Yōsei» (僕の妖精)                                                                  | 15 жовтня 2008    |
| 03 | Острів Мерроу «Merou no Shima» (メロウの島)                                                         | 22 жовтня 2008    |
| 04 | Дворянство зобов'язує «Kizoku no Gimu» (貴族の義務)                                                 | 29 жовтня 2008    |
| 05 | Наречений Королеви Фей «Yōsei Joō no Hanamuko» (妖精女王の花婿)                                     | 5 листопада 2008  |
| 06 | Білий Місяць, Червоний Міцяць «Shiroi Yumi Akai Yumi» (白い弓 朱い弓)                               | 12 листопада 2008 |
| 07 | Будь благородним, коли робиш пропозицію «Puropōzu wa o-Te Yawaraka ni» (プロポーズはお手やわらかに) | 19 листопада 2008 |
| 08 | Розкажи мені секрет твоїх сльоз «Namida no Himitsu o Oshiete» (涙の秘密をおしえて)                  | 26 листопада 2008 |
| 09 | Спогади Банші «Banshī no Kioku» (バンシーの記憶)                                                    | 3 грудня 2008     |
| 10 | Час вийшов «Nokosareta Jikan» (残された時間)                                                        | 10 грудня 2008    |
| 11 | Два графа Блу Найт «Futari no Aokishi Hakushaku» (ふたりの青騎士伯爵)                               | 17 грудня 2008    |
| 12 | Граф і Фея «Hakushaku to Yōsei» (伯爵と妖精)                                                        | 24 грудня 2008    |